# BlackBerry OS
BlackBerry OS – mobilny system operacyjny rozwijany przez firmę BlackBerry (dawniej Research In Motion). System przeznaczony jest na smartfony i tablety produkowane przez to przedsiębiorstwo.
Ostatnia wersja systemu nosi numer 10.3.3. Najnowszymi modelami z BB OS 10 są BlackBerry Z30, BlackBerry Classic oraz BlackBerry Passport.